# Canton de Courrières
Le canton de Courrières est une ancienne division administrative française située dans le département du Pas-de-Calais en région Nord-Pas-de-Calais.
Il est composé entre sa création en 1982 et sa disparition en 2015 des communes de Courrières et d'Oignies.

## Géographie
Ce canton était organisé autour de Courrières dans l'arrondissement de Lens.

## Histoire

Le canton de Courrières dans l'arrondissement de Lens.

Le canton est créé en 1982 par une scission du canton de Carvin. Il comprend à sa création les communes de l'arrondissement de Lens : Courrières et Oignies.
Le canton disparait en 2015, à la suite du redécoupage cantonale en France. Courrières retourne dans le canton de Carvin, tandis qu'Oignies intègre le canton d'Hénin-Beaumont-1.

## Administration
| Période | Période | Identité             | Étiquette | Qualité |
| ------- | ------- | -------------------- | --------- | --- |
| 1982    | 2001    | Albert Facon         | PS        | Professeur Député du Pas-de-Calais (1988 → 1993 et 1997 → 2012) Maire de Courrières (1981 → 2003)                                           |
| 2001    | 2015    | Jean-Pierre Corbisez | PS        | Attaché parlementaire Maire d'Oignies (1995 → 2017) Vice-président du conseil général[Quand ?] Suppléant du député Albert Facon (2002-2007) |

## Composition
Le canton de Courrières comprenait deux communes et comptait 21 119 habitants (recensement de 1999 sans doubles comptes).
| Communes   | Population (2012) | Code postal | Code Insee |
| ---------- | ----------------- | ----------- | ---------- |
| Courrières | 10 588            | 62710       | 62250      |
| Oignies    | 10 531            | 62590       | 62637      |

## Démographie
| 1962   | 1968   | 1975   | 1982   | 1990   | 1999   | 2009 |
| ------ | ------ | ------ | ------ | ------ | ------ | ---- |
| 19 078 | 21 859 | 24 140 | 23 158 | 22 036 | 21 119 | -    |